# Sheykh Hābīl
Sheykh Hābīl (persiska: شِيخ هابيلِ سُفلَى, شِيخ هابيلِ پائين, Sheykh Hābīl-e Soflá, Sheykh Hābīl-e Vostá, Qal‘eh Golāb, Sheykh Ābil, شِيخ هابيلِ وُستَى, قَلعِه گُلاب, شیخ هابیل) är en ort i Iran.   Den ligger i provinsen Kohgiluyeh och Buyer Ahmad, i den centrala delen av landet, 500 km söder om huvudstaden Teheran. Sheykh Hābīl ligger 1 447 meter över havet och antalet invånare är 219.
Terrängen runt Sheykh Hābīl är bergig norrut, men söderut är den kuperad. Runt Sheykh Hābīl är det ganska glesbefolkat, med 47 invånare per kvadratkilometer. Närmaste större samhälle är Mondān, 12,0 km sydost om Sheykh Hābīl. Omgivningarna runt Sheykh Hābīl är i huvudsak ett öppet busklandskap.